# Kragenhof

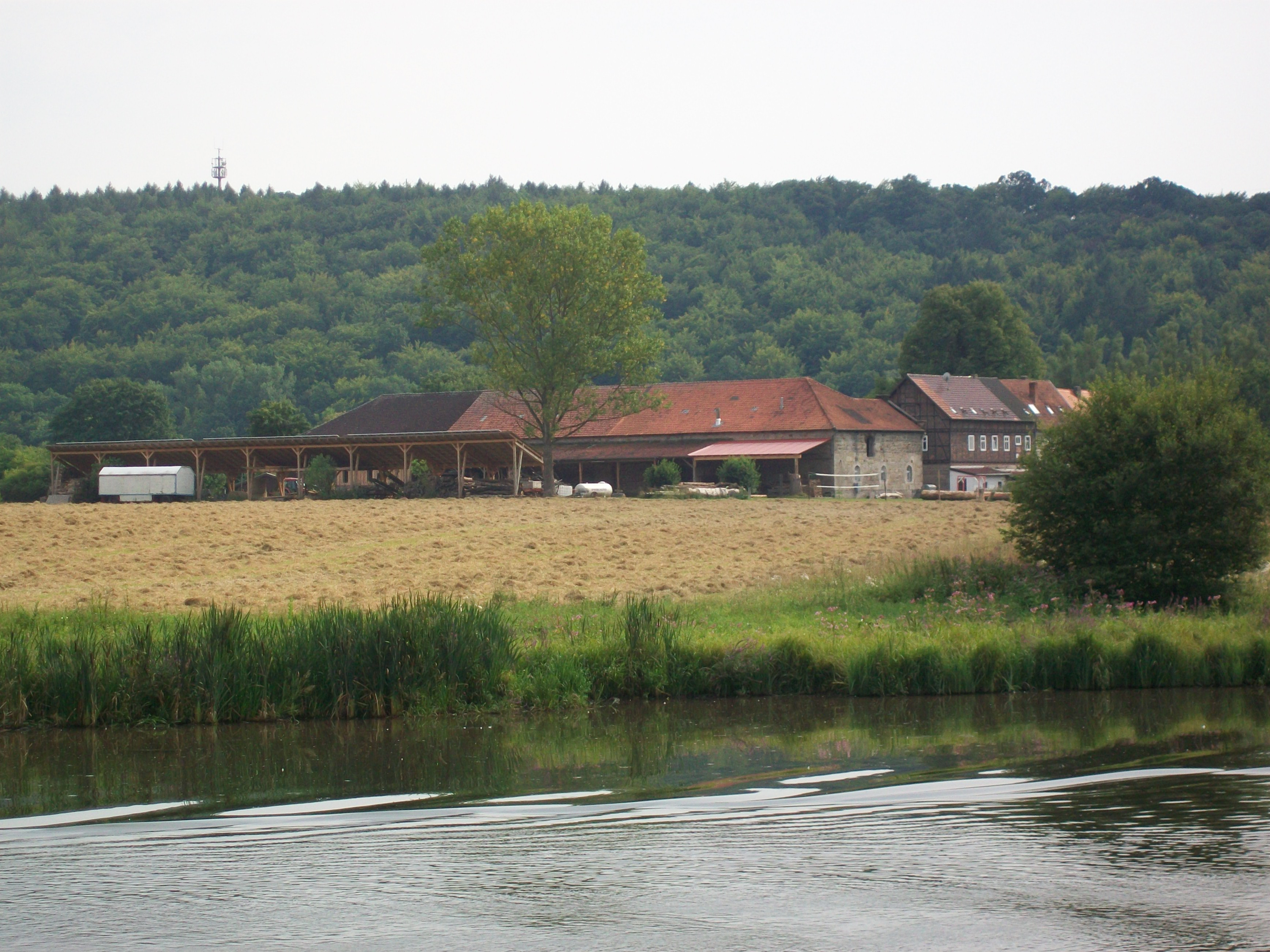
Kragenhof.

Kragenhof (également appelé Gut Kragenhof) est une exclave de la ville de Cassel en Allemagne. Kragenhof est une péninsule de 75 hectares formée par une boucle de la Fulda au nord de Cassel, dont l’extrémité orientale appartient à la Basse-Saxe. Kragenhof est rattaché à Cassel depuis 1901 et lui a été incorporé en 1928, dans l’arrondissement de Wolfsanger / Hasenhecke.  En raison de sa situation géographique entre la Basse-Saxe et la Fulda, Kragenhof possède à la fois le code postal et l’indicatif téléphonique de Staufenberg en Basse-Saxe.